# Agrilus rubrovittatus
Agrilus rubrovittatus é uma espécie de escaravelho perfurador de madeira metálico da família Buprestidae. É conhecida a sua existência na América Central e América do Norte.